# Gouvernement Jules Dufaure (2)
Pour les articles homonymes, voir Gouvernement Jules Dufaure.
Troisième République
Gouvernement Jules Dufaure I Gouvernement Albert de Broglie I
Le deuxième gouvernement Jules Dufaure a été le quatrième gouvernement de la Troisième République encore provisoire, du 18 au 24 mai 1873. Il a été dirigé par Jules Dufaure en tant que « vice-président du Conseil des ministres », sous l'autorité du président de la République Adolphe Thiers.

## Composition

### Vice-présidence du Conseil
| Fonction                  | Image | Nom           |
| ------------------------- | ----- | ------------- |
| Vice-président du Conseil |       | Jules Dufaure |

### Ministres
| Fonction | Fonction                                 | Image | Nom                         | Groupe parlementaire      |
| -------- | ---------------------------------------- | ----- | --------------------------- | ------------------------- |
|          | Ministre des Affaires étrangères         |       | Charles de Rémusat          | Centre droit              |
|          | Ministre de la Justice                   |       | Jules Dufaure               | Centre gauche             |
|          | Ministre de l’Intérieur                  |       | Auguste Casimir-Perier      | Centre gauche             |
|          | Ministre de la Guerre                    |       | Ernest Courtot de Cissey    | Centre droit (orléaniste) |
|          | Ministre des Finances                    |       | Léon Say                    | Centre gauche             |
|          | Ministre de la Marine et des Colonies    |       | Louis Pierre Alexis Pothuau |                           |
|          | Ministre de l’Instruction publique       |       | William Henry Waddington    | Centre gauche             |
|          | Ministre des Cultes                      |       | Oscar Bardi de Fourtou      | Centre droit              |
|          | Ministre des Travaux publics             |       | René Bérenger               | Centre gauche             |
|          | Ministre de l’Agriculture et du Commerce |       | Pierre Teisserenc de Bort   | Centre gauche             |

## Politique
Après que le cabinet précédent eut été constitué en grande partie par un accord entre royalistes et républicains modérés qui aboutit à une coalition, Thiers demanda à Dufaure de réformer un gouvernement républicain sans le soutien des légitimistes et des orléanistes le 18 mai 1873.
Le but était de poursuivre les réformes que Thiers avait envisagées, mais qui n’étaient pas possibles auparavant; cependant, cela a placé le gouvernement en minorité à l’Assemblée nationale. En effet, même après les élections complémentaires du 2 juillet 1871, qui voient une augmentation des sièges pour les opportunistes et leurs alliés libéraux, les royalistes restent majoritaires au sein de l'Assemblée.
La plupart des membres du Cabinet précédent sont restés en fonction et seulement quatre nouveaux ministres ont été nommés. Une particularité du cabinet est la séparation du portefeuille de l’Instruction publique et du culte en deux ministères distincts, divisions qui seraient rapidement effacées au cours des administrations suivantes.
Thiers et Dufaure ont présenté à l’Assemblée un projet sur l’organisation des pouvoirs de la république. Ce projet visait à apporter le bicaméralisme, la responsabilité du gouvernement au parlement et le droit de dissolution dans le système politique français.
Le 24 mai 1873, le vote sur le projet échoua. Un nouveau vote, interprété par Thiers comme un vote de défiance, a été tenu à l’Assemblée nationale, par les royalistes maintenant dans l’opposition et dans la majorité après leur éviction du gouvernement précédent. Il a passé avec une majorité de seize et Adolphe Thiers a démissionné en conséquence. Jules Dufaure présenta la démission du cabinet après seulement une semaine, ce qui en fit l’un des cabinets les plus courts de la IIIe République. Le nouveau Président de la République, Patrice de MacMahon, l’a accepté le 25 mai et a demandé à Albert de Broglie de former un nouveau gouvernement, ce qui a conduit à la formation du cabinet beaucoup plus conservateur de Broglie I.

## Fin du gouvernement et passation des pouvoirs
La majorité royaliste de l'Assemblée nationale n'accepte pas le tournant républicain engagé par Adolphe Thiers et met en minorité le gouvernement. Thiers donne sa démission le 24 mai 1873, qui est cette fois acceptée par la chambre (331 voix contre 362). Il est immédiatement remplacé à la tête de l'exécutif par le maréchal Patrice de Mac-Mahon.
Le 24 mai 1873, Jules Dufaure remit la démission du gouvernement au président de la République, Patrice de Mac-Mahon.
Le 25 mai 1873, Patrice de Mac-Mahon nomma Albert de Broglie, homme politique conservateur plus conforme à la majorité de l'Assemblée nationale, à la vice-présidence du Conseil.